# バイロン・ネルソン
バイロン・ネルソン（Byron Nelson, 1912年2月4日 - 2006年9月26日）は、アメリカ・テキサス州ワクサハチー出身のプロゴルファーである。フルネームは John Byron Nelson, Jr. （ジョン・バイロン・ネルソン・ジュニア）というが、「バイロン・ネルソン」の名前で最もよく知られる。ベン・ホーガン、サム・スニードと同じく1912年生まれで、彼らと並ぶ偉大なゴルファーであった。
ネルソンはPGAツアーで通算「52勝」を記録し、メジャー大会でもマスターズ2勝、全米オープン1勝、全米プロゴルフ2勝、総計「5勝」を果たした。1945年には年間「11連勝」を含む18勝を挙げ、これらの記録は2016年10月現在もいまだ破られていない。また、「113試合」連続予選通過の記録は、2003年10月にタイガー・ウッズによって破られるまでトップだった。
1946年を最後にツアーから引退したが、その後もマスターズには出場し続け、長年スターターを務めた。1974年に世界ゴルフ殿堂が設立された際に殿堂入り。晩年は彼の名前を冠したPGAツアー大会「バイロン・ネルソン・クラシック」のホストを務めた。2006年9月26日、老衰のため94歳で死去。

## プロ優勝歴

### PGAツアー (52)
- 1935 (1) New Jersey State Open
- 1936 (1) Metropolitan Open
- 1937 (2) マスターズ・トーナメント, Belmont Country Club Match Play
- 1938 (2) Thomasville Open, Hollywood Open
- 1939 (4) フェニックス・オープン, North and South Open, 全米オープン, ウェスタン・オープン
- 1940 (3) テキサス・オープン, Miami Open, 全米プロゴルフ選手権
- 1941 (3) Greater Greensboro Open, Tam O'Shanter Open, Miami Open
- 1942 (3) Oakland Open, マスターズ・トーナメント, Tam O'Shanter Open
- 1944 (8) San Francisco Victory Open, Knoxville War Bond Tournament, New York Red Cross Tourney, Minneapolis Four-Ball (with Harold "Jug" McSpaden), Tam O'Shanter Open, Nashville Open, Texas Victory Open, San Francisco Open
- 1945 (18) フェニックス・オープン, Corpus Christi Open, New Orleans Open, Miami International Four-Ball (with Harold "Jug" McSpaden), Charlotte Open, Greater Greensboro Open, Durham Open, Atlanta Open, Montreal Open, Philadelphia Inquirer Open, Chicago Victory National Open, 全米プロゴルフ選手権, Tam O'Shanter Open, カナディアン・オープン, Knoxville Invitational, Esmeralda Open, Seattle Open, Glen Garden Open
- 1946 (6) ロサンゼルス・オープン, San Francisco Open, New Orleans Open, ヒューストン・オープン, Columbus Invitational, Chicago Victory National Open
- 1951 (1) Bing Crosby Pro-Am

太字はメジャー大会優勝
Source:

### その他 (12)
- 1937 Central Pennsylvania Open
- 1939 Massachusetts Open
- 1940 Ohio Open
- 1941 Ohio Open, Seminole Pro-Am
- 1942 Toledo Open, Ohio Open
- 1943 Kentucky Open
- 1944 New York Open, Beverly Hills Open
- 1948 Texas PGA Championship
- 1955 French Open

## 受賞歴
- バードン・トロフィー: 1939
- PGAツアー賞金王: 1944, 1945
- AP通信選出年間最優秀男性アスリート賞: 1944, 1945
- ボブ・ジョーンズ賞: 1974
- 世界ゴルフ殿堂: 1974
- オールド・トム・モリス賞: 1994
- PGAツアー生涯功績賞: 1997
- ペイン・スチュワート賞: 2000
- 議会名誉黄金勲章: 2006